# Pierre Renaud
Pour les articles homonymes, voir Renaud.
Pierre Renaud (1928–2015), administrateur, peintre, observateur et commentateur politique et militant pour l'indépendance du Québec. Il a été trésorier en chef des groupes politiques Rassemblement pour l'indépendance nationale (RIN) et Parti québécois (PQ) pendant de nombreuses années.

## Biographie
Pierre Renaud naît à Montréal (Québec) le 16 mai 1928, fils de Léopold A. Renaud d'Outremont (homme d'affaires, courtier, banquier et descendant de Mathurin Renaud de l'île de Ré, arrivé au Canada en 1665) et de Aurore Gauvin (journaliste et grande voyageuse, sans doute la première canadienne à visiter officiellement le Népal entre autres). Son grand-père maternel était Napoléon Gauvin (1881-1942), marchand et importateur connu dans le Vieux-Montréal. Sa sœur Jacqueline épousera Jacques  Raymond, fondateur du cabinet comptable canadien RCGT. Pierre Renaud complète ses études classiques aux Collège St-Alexandre près d'Ottawa et Jean-de-Brébeuf d'Outremont en 1948 (où il est de la même promotion que, entre autres, Hubert Reeves, Jacques Godbout, Gilles Tremblay et Marc Chapdelaine, physicien diplomate).
Il entame des études littéraires et de sciences politiques d'abord à l'Université de Montréal puis à la Sorbonne de Paris. Il obtiendra en 1952 une licence en Lettres (portant sur Marcel Proust). Il terminera ses études à l'École des Beaux-Arts de Montréal vers 1959. 
Il tentera d'ailleurs une carrière d'artiste-peintre avec ses amis plasticiens Claude Goulet, Lise Gervais, Gérard de Niverville, Gilles Corbeil, Jacques de Tonnancour, Yves Gaucher et expose en groupe et en solo dans divers musées mais continuera plutôt à faire de la peinture comme hobby pendant longtemps. Il organise aussi des lancements de livre (p.ex. pour Judith Jasmin) et un Échange culturel à Paris (en 1961).

De 1954 à 1968, il exerce également le métier de producteur délégué et rédacteur pour le Publicité Club et l'agence de publicité Cockfield Brown autant à Montréal qu'à Toronto, tout en étant un des administrateurs des entreprises familiales Renaud et Frères, confituriers et S.I.R.E., investissements.

## Carrière politique
En mars 1958, la revue Laurentie de l'Alliance laurentienne publie une lettre transmise à sa rédaction. C'est une opinion politique en appui à l'indépendance du Québec, dans laquelle on affirme que la politique centralisatrice d'Ottawa depuis la Deuxième Guerre mondiale menace la survivance du Québec et que l'action autonomiste est globalement un échec en plus d'être insuffisante. 
L'État laurentien serait non seulement possible, mais nécessaire et urgent. La conclusion de ce texte invite les partisans de l'indépendance à ne pas prendre position trop rapidement sur la forme du régime politique qu'adopterait « un Québec libre et rénové ». Qu'il soit socialiste, capitaliste ou corporatiste, cet État ne se fera pas si les indépendantistes échouent à réaliser leur unité au-delà de leurs opinions en matière d'organisation politique, de doctrine sociale et de croyances religieuses.
Le 10 septembre 1960, Pierre Renaud aurait alors pris part avec une vingtaine d'autres personnes dont ses amis André d'Allemagne, Claude Préfontaine, le couple du juge Bellemare et la famille d'Yvon Thiboutot à la fondation du Rassemblement pour l'indépendance nationale (RIN), qui se déroule à l'auberge Le Châtelet à Morin Heights, dans les Laurentides. 

Il est éventuellement désigné comme trésorier en chef de la nouvelle organisation, puis directeur général jusqu'à la dissolution.
L'idée que le RIN doit s'efforcer de faire l'unité des Canadiens-français sur la question de l'indépendance nationale au-delà des divergences partisanes, idée également partagée par le président Pierre Bourgault et le vice-président Marcel Chaput, est au cœur de l'action de la nouvelle organisation durant ses premières années.
Pierre Renaud décrit ainsi ce qui différencie le RIN des autres partis: "C’est un parti démocratique puisque l’assemblée générale des membres détient les pleins pouvoirs. Les structures du RIN permettent à tous les membres qui le désirent de participer à l’orientation, aux décisions et aux activités du parti. C’est un parti aux finances saines... Enfin le RIN a une conception nouvelle et originale de l’action électorale. Il considère l’électeur comme un citoyen digne de respect à qui l’on doit expliquer le programme et non comme une marionnette entre les mains de manipulateurs électoraux".

Le RIN, transformé en parti politique de tendance sociale-démocrate en 1964, le présente comme candidat dans la circonscription de Laval lors de l'élection générale québécoise du 5 juin 1966, dont il est aussi l'agent officiel général. 
Le slogan en est: "On est capable". 
Il arrive troisième derrière Jean-Noël Lavoie du Parti libéral du Québec avec 12% des votes. 
Avec André d'Allemagne et Pierre Bourgault, il avait aussi publié le texte "Le Québec plus divisé que jamais" dans l'Indépendance en 1965: "Ce qui importe, ce n'est pas ceux qui écrivent l'histoire, mais ceux qui la font".
Après la dissolution du RIN en 1968, il devient membre du Parti québécois à l'appel de René Lévesque. 
À partir de 1969, il occupe différents postes au PQ: conseiller aux services, trésorier national, président du Conseil Exécutif National, responsable de la publicité (dont le journal Le Jour). 
Après le 1er référendum sur la souveraineté du Québec négatif en 1980, il tente sans succès de se faire élire Vice-président du parti. 
À la suite de la réélection du PQ en 1981, il démissionne et assiste alors plusieurs ministres péquistes à Montréal (Jacques Léonard, Pierre-Marc Johnson, etc.) comme Conseiller spécial. Il y met fin de lui-même pour des raisons personnelles après 1982.

## Famille
Il avait épousé en 1956 la chanteuse et enseignante Monique Plouffe (dont le père Albert, journaliste, avait été secrétaire de Maurice Duplessis et, la mère Marie-Reine Giguère, infirmière en Alberta), elle-même une des responsables de L'Indépendance (journal du RIN). Il a un fils avec son épouse : Alain, informaticien (1959-). Il aimait se détendre en couple dans des activités culturelles et sociales (gastronomie, mycologie, ornithologie, muséologie). Ils ont fait de multiples voyages, dont un tour du monde en 1982 et au Costa Rica en 1991. Il a aussi étudié avec le philosophe Ivan Illich au CIDOC mexicain dans les années 70 et le peintre français Yves Millecamps.

En 2002, Jean-Claude Labrecque réalise un documentaire historique sur le RIN dans lequel on peut voir des images d'archive de Pierre Renaud de même que la dernière entrevue qu'il donne devant la caméra.
Continuant à s'impliquer sur le plan philanthropique dans ses vieux jours, il meurt de cancer le 27 septembre 2015 à l'âge de 87 ans. Une cérémonie d'adieu est organisée par sa famille au cimetière Mont-Royal à Outremont, où apparaissent ses confrères Bernard Landry, Jacques Léonard, etc. le 17 octobre.

## Publications
- Pierre Renaud, Seul, à Strasbourg, L'Autorité, Montréal, 25 décembre 1954
- Pierre Renaud, Le rêve de la route, Radio-Canada, Montréal, 20 février 1955
- Claude Jasmin, Renaud, habileté et patience, La Presse, Montréal, 30 novembre 1963
- Pierre Renaud, Le Devoir et l'avenir du Québec, Le Mercure, Montréal, octobre 1964
- Pierre Renaud, Il nous faut tous les pouvoirs, Montréal, 1965
- Pierre Renaud, Non à Wagner, non aux libéraux!, Le Devoir, Montréal, 2 août 1969
- Pierre Renaud, Le PQ après 10 ans d'action et 2 ans de pouvoir, Le Devoir, Montréal, 29 novembre 1978
- Plus quelques autres textes en référence.

## Archives
Le fonds d'archives de Pierre Renaud est conservé au centre d'archives de Montréal de Bibliothèque et Archives nationales du Québec (BAnQ), ainsi que le Fonds RIN qu'il a initié.